# Burg Welterode
Die Burg Welterode, deren Hauptgebäude heute noch steht, befindet sich in der Gemeinde Eitorf im Eiptal. Sie war ursprünglich eine Wasserburg.

## Gebäude

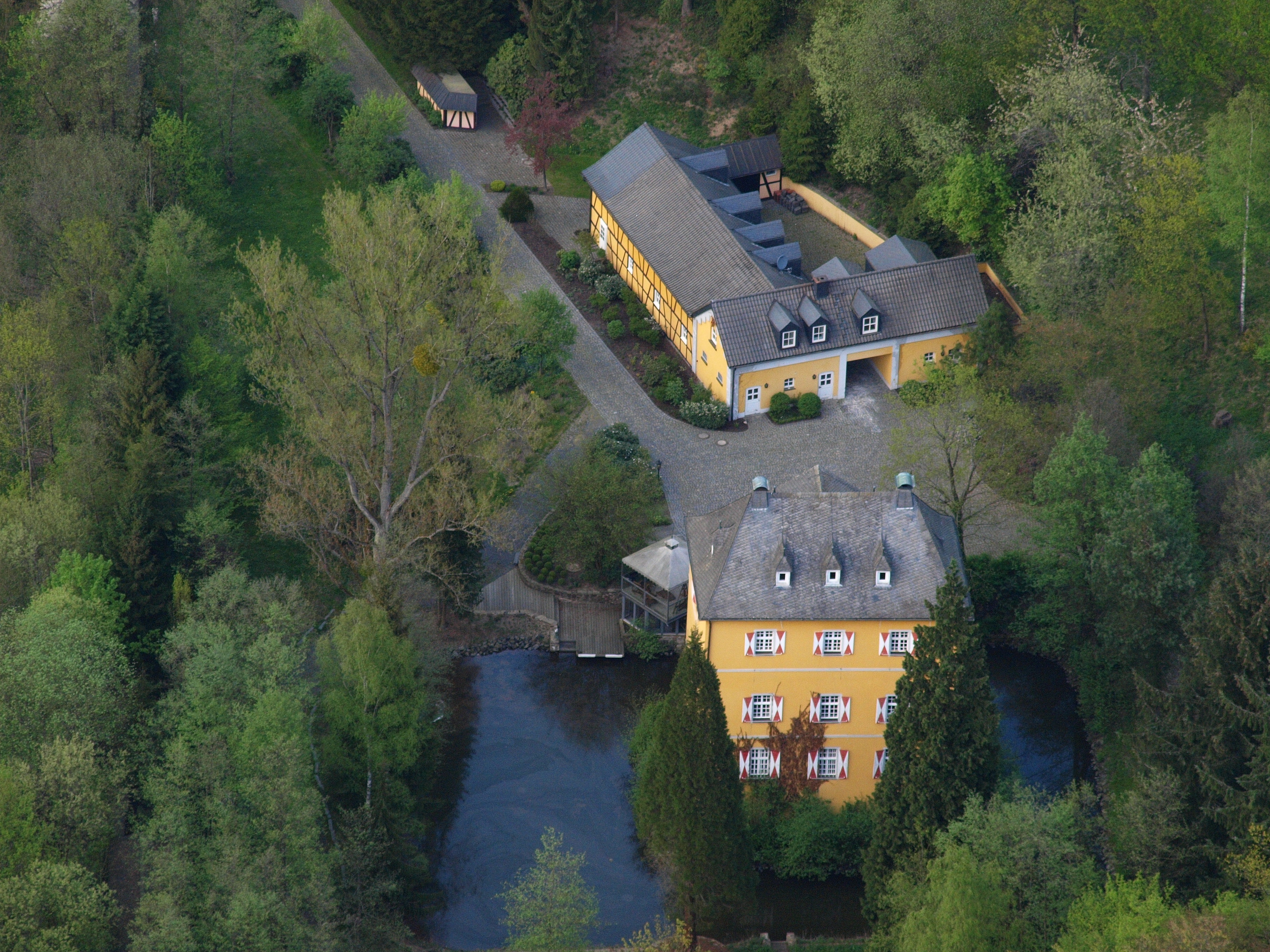
Luftaufnahme der Burg Welterode

Typologisch zählt Welterode zu einer Gruppe spätmittelalterlicher Burghäuser im Sieggebiet, der u. a. Haus Overbach bei Much, Volperhausen bei Morsbach, Burg Mauel und Burg Hof bei Rosbach zuzurechnen sind. Eine erste erhaltene Zeichnung aus dem Jahr 1607 zeigt das wohnturmartige Burghaus mit vier runden Ecktürmen.
Die Burg war früher vermutlich nur über eine Zugbrücke und ein Torhaus erreichbar. Eine Mühle und ein Nebengebäude wurden im 19. Jahrhundert bei Straßenbauarbeiten abgerissen.
Heute besteht die von einem Wassergraben umgebene Anlage im Wesentlichen aus einem wohnturmartigen Burghaus über rechteckigem Grundriss. Der über einem Keller aufsteigende dreigeschossige Bau wird von einem Walmdach abgeschlossen und weist an einer Längsseite einen schmalen übergiebelten Mittelrisalit auf. 1983–86 fand eine umfassende Sanierung der Burg statt.

## Geschichte
Die Burg ist erstmals 1249 urkundlich erwähnt. Mechthild, die verwitwete Gräfin von Sayn, schenkt dem Kloster Herchen Hof Mauchenrode und die Zehnten zu Schönenberg und Waldenrode.
1289 war die Burg Welterode im Besitz der Stadt Köln. 1404 ist ein Friedrich von Welteroide erwähnt, der sich mit der Stadt Köln aussöhnte.
Der jetzige Bau stammt mindestens aus dem 16. Jahrhundert, seitdem war er in Besitz der Grafen von Nesselrode-Ehreshoven.
1712 heiratete Peter Ennenbach eine Cillig und wohnt auf Welteroth. 1730 heiratet Henricus Barrig Susanne Catharina Wilhelmina, er ist auch als Herr Henricus Barrich Kellmann, d. h. Kellner und Verwalter der Burg, in anderen Schriften erwähnt.
1870 wurde das Rittergut von Reichsgraf Maximilian von Nesselrode-Ehreshoven an Jakob von Kaufmann-Asser aus Köln veräußert, bald darauf an Graf Hoensbroech zu Schloss Türnich, der zumindest bis zum Jahr 1938 Besitzer blieb.
1925 wohnte hier der Förster Anton Hammer.
Zu den historischen Besitzungen gehörten Heckerhof, Juckenbacher Hof und der Spicher Wald. Dazu gehörten noch Weinberge am Eitorfer Berg, die Mühlen zu Eitorf, Ottersbach und die Unkelmühle sowie sonstige Ländereien bei Linkenbach, am Krabach und bei Kraheck.